# Freie Gemeinschaftsbank
Die Freie Gemeinschaftsbank mit Sitz in Basel ist eine Schweizer Anlage- und Kreditbank, die 1984 als werteorientierte Bank in Dornach gegründet wurde. 1999 zog sie nach Basel, wo sie seit 2017 in einem für sie entworfenen Gebäude ihren Sitz hat. Als nicht gewinnorientierte, genossenschaftlich organisierte Bank bezweckt sie die „Förderung gemeinnütziger oder sonst der Allgemeinheit dienenden Initiativen durch Entgegennahme und Gewährung möglichst zinsgünstiger Gelder“.
-
Ihre Tätigkeit konzentriert sich auf die Entgegennahme von Spareinlagen und Festgeldanlagen, die Gewährung von Hypothekarkrediten sowie die Anlage von ausserbilanzlichen Treuhandanlagen (Direktdarlehen) im Auftrag ihrer Kunden. Das bei der Freien Gemeinschaftsbank angelegte Geld dient ausschliesslich dazu, sinnvolle Projekte in der Realwirtschaft und selbst genutztes Wohneigentum zu finanzieren. Jegliche Spekulation an den Börsen- oder Finanzmärkten ist ausgeschlossen. Die Besonderheiten der Freien Gemeinschaftsbank sind die Veröffentlichung aller Kreditnehmenden sowie eine selbst gewählte Kontogebühr und selbst gewählte Zinshöhe bei Direktdarlehen (innerhalb eines Rahmens).
Der Ansatz der Freien Gemeinschaftsbank basiert auf Anregungen Rudolf Steiners, dem werteorientierten Banking (Social Banking) und dem Ansatz des wirkungsorientierten Unternehmertums. Die Freie Gemeinschaftsbank ist Mitglied der weltweiten Global Alliance for Banking on Values.

## Geschichte
Die Idee eines werteorientierten Bankinstituts für die Schweiz entstand 1977 in einem anthroposophischen Umkreis und führte 1978 zur Gründung der Bürgschaftsgenossenschaft zur Förderung freier Initiativen Dornach. In Deutschland war aus demselben Grundimpuls heraus bereits 1974 die GLS Gemeinschaftsbank gegründet worden. Gisela Reuther, eine Mitgründerin der GLS Gemeinschaftsbank, brachte die Idee in die Schweiz. 1980 wurde eine Arbeitsgruppe zur Gründung einer Bank in der Schweiz geschaffen. 1984 konnte schliesslich die Freie Gemeinschaftsbank mit Sitz in Dornach als erste Alternativbank der Schweiz gegründet werden, nachdem die entsprechende Bewilligung durch die Eidgenössische Bankenkommission erteilt worden war. 1999 wurde der Sitz der Bank nach Basel in den 2. Stock vom unternehmen mitte an der Gerbergasse 30 verlegt.
Im April 2017 ist die Bank in ein für sie errichtetes Haus an der Meret Oppenheim-Strasse 10 im Quartier Gundeldingen in Basel umgezogen. Das vom Schweizer Architekten Walter Känel entworfene Gebäude wurde vom Basler Architekturbüro Vischer Architekten umgesetzt. Noch vor Baubeginn formulierte die Genossenschaft der Freien Gemeinschaftsbank: «Der Neubau wird als äussere Hülle die Freie Gemeinschaftsbank in der Welt sichtbarer machen.». Im Parterre wurde ein Saal für 170 Personen eingerichtet, welcher für Bildungs- und Kulturanlässe genutzt wird. Die Veranstaltungen thematisieren vor allem Fragen der Gestaltung sozialer Zusammenhänge und einen bewussten Umgang mit Geld in Theorie und Praxis.
Der Impuls für die Gründung eines «bankähnlichen Instituts» wurde vom Begründer der Anthroposophie, Rudolf Steiner, bereits 1919/20 formuliert. Im Aufsatz Leitgedanken für eine zu gründende Unternehmung schreibt Steiner: «Notwendig ist die Gründung eines bankähnlichen Instituts, das in seinen finanziellen Massnahmen wirtschaftlichen und geistigen Unternehmungen dient. ... Es wird daher vor allem darauf ankommen, dass die Kredite etc. nicht auf dem Wege zustande kommen, wie dies im gewöhnlichen Bankwesen geschieht, sondern aus den sachlichen Gesichtspunkten, die für eine Operation in Betracht kommen, die unternommen werden soll. Der Bankier soll also weniger den Charakter des Leihers als vielmehr den des in der Sache drinnen stehenden Kaufmanns haben, der mit gesundem Sinne die Tragweite einer zu finanzierenden Operation ermessen und mit Wirklichkeitssinn die Einrichtungen zu ihrer Ausführung treffen kann.» Diese Grundidee war für die Ausgestaltung der Freien Gemeinschaftsbank massgebend.